# Pyramide de Khentkaous Ire
La pyramide de Khentkaous Ire fait partie du complexe funéraire complet que la reine Khentkaous Ire se fit édifier à Gizeh ; elle est parfois référencée dans certains ouvrages comme « la 4e pyramide de Gizeh ». De fait son monument funéraire est actuellement visible sur le plateau de Gizeh, dans le prolongement de l'axe du complexe funéraire de Mykérinos dont elle est probablement une parente ou une fille. Ce monument porte le numéro 100 de la liste des pyramides établie par Lepsius. L'ensemble a été fouillé et identifié par Selim Hassan pendant les années 1932 et 1933.

## Complexe funéraire
La singularité du cas présent est notamment l'aménagement d'un petit temple funéraire sur la face est du monument. Il s'étalait sur toute sa largeur et comprenait outre une partie d'accueil, des salles de culte ainsi qu'une salle réservée à la stèle fausse porte.
Même s’il est réduit à sa stricte fonctionnalité sans annexes immédiates, ce temple funéraire était accessible par une chaussée qui montait depuis la vallée comme pour les complexes pyramidaux royaux. Aucune trace de temple bas n'a en revanche été identifiée actuellement ce qui fait penser que la reine devait partager celui de Mykérinos tout proche.
Tout le long de cette chaussée une ville de prêtre avait été aménagée et s'étendait jusqu'aux abords des terres cultivées, formant une agglomération étirée d'est en ouest qui se prolonge à angle droit vers le sud, vers le temple de Mykérinos précisément formant une sorte de « L » inversé. Le fait que ces habitations soient édifiées dans le désert nous en a conservé les fondations et quelques pans de murs en élévation qui suffisent à en dessiner le plan. Cela nous apporte de précieux renseignements sur l'urbanisme sous la IVe dynastie et au-delà, car les céramiques retrouvées sur site et d'autres vestiges démontrent clairement que le culte de la reine continuait à fonctionner pendant les Ve et VIe dynasties.
Il apparait clairement au vu du résultat des fouilles et des études architecturales qui en découlèrent, que l'ensemble a été modifié en cours d'édification ou après l'achèvement d'un premier projet par suite d'un changement de destinée qui probablement a marqué la fin de la IVe dynastie. Une volonté de signaler l'importance de la défunte reine, grande épouse royale devenue une mère dynastique. Ce fait peut surprendre étant donné que l'on se situe à la fin de la glorieuse dynastie des grandes pyramides. Cependant il convient de rappeler que Khentkaous Ire portait le titre répété deux fois de « mw.t nsw-bi.tj », c'est-à-dire Mère du Roi, titre également porté par d'autres reines qui auront à sa suite le privilège d'avoir un complexe funéraire pyramidal.

## La pyramide

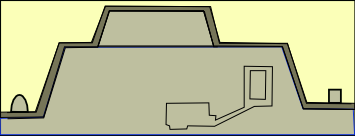
Coupe du complexe funéraire de la reine, montrant les aménagements internes.

Cet édifice se présente aujourd'hui sous la forme d'un monument à deux degrés, construit sur un éperon rocheux en gros blocs appareillés. Difficile cependant de savoir quel aspect initial le monument pouvait avoir même s’il est plus que probable qu'il s'agissait d'un gigantesque mastaba peut être à plusieurs niveaux ce qui somme toute est très proche d'une pyramide à degrés.
Il a été bâti en deux temps correspondant à deux projets différents. Un premier monument carré, utilisant un éperon rocheux comme base pour son édification et au toit plat, sorte de gigantesque mastaba, dont la chapelle funéraire est comme il se doit placée à l'est et donne accès à l'infrastructure creusée à même la roche calcaire du plateau. La pente de 74° est d'ailleurs celle utilisée pour le fruit important qu'accusent les parois des mastaba classiques. Un second projet vient se superposer à ce monument avec un deuxième degrés édifié au-dessus du premier, cette fois de forme rectangulaire, élevant l'édifice et lui donnant l'aspect singulier qu'il conserve encore. Le volume des blocs utilisés reste impressionnant et l'ensemble devait être revêtu d'un parement de calcaire fin de Tourah.
Cette extension verticale du monument est accompagnée d'un développement du complexe avec l'ajout d'un petit temple funéraire accolé à la chapelle est, qui est transformée pour la circonstance, d'un péribole ceignant l'ensemble funéraire royal et d'une chaussée reliant l'ensemble au temple de la vallée de Mykérinos.
On accédait aux appartements funéraires de la reine par une descenderie qui ouvrait sur la face est du monument, ce qui est inhabituel pour les pyramides de reines classiques mais s'explique clairement si au départ un tel monument n'avait pas été prévu. Le dispositif interne est par ailleurs plus complexe que d'ordinaire pour un monument secondaire, ce qui plaide en faveur d'une influence certaine de la reine sur la royauté de l'époque.
C'est donc la première fois qu'une reine reçut le privilège de pouvoir construire un complexe funéraire aussi développé, presque indépendant du complexe d'un roi, confirmant l'importance qu'elle avait alors au sein de la dynastie.
Tout autour et dans les falaises qui l'environnent des tombeaux contemporains de la cour royale furent aménagés ainsi que ceux des prêtres et fonctionnaires qui officièrent au culte de la reine, attestant de la vitalité de sa mémoire tout au long de l'Ancien Empire.

## Photos et plan

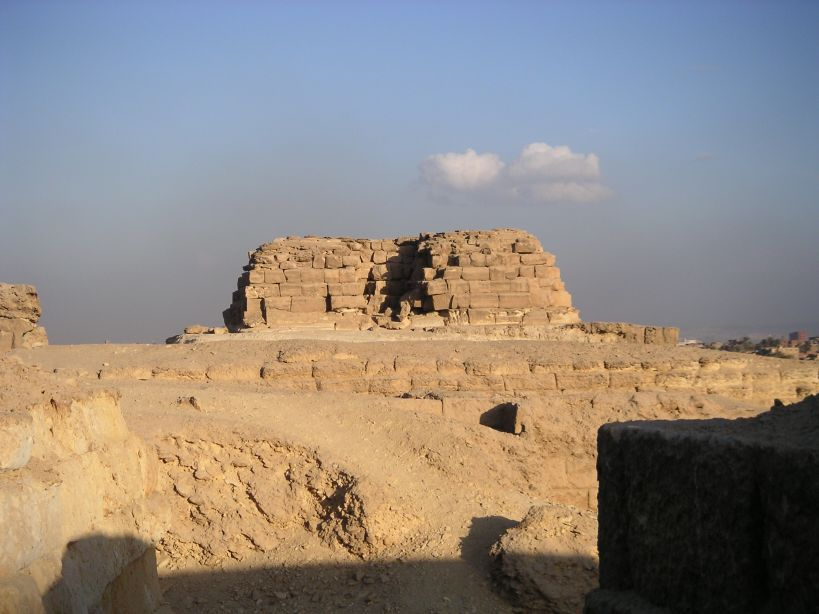
Vue depuis l'ouest de la pyramide de Khentkaous Ire à Gizeh.
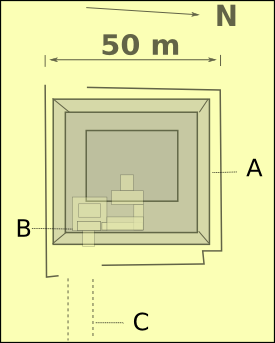
Plan schématique du complexe funéraire de Khentkaous Ire à Gizeh.